# La Bibliothèque de Babel (collection)
Pour les articles homonymes, voir Babel.

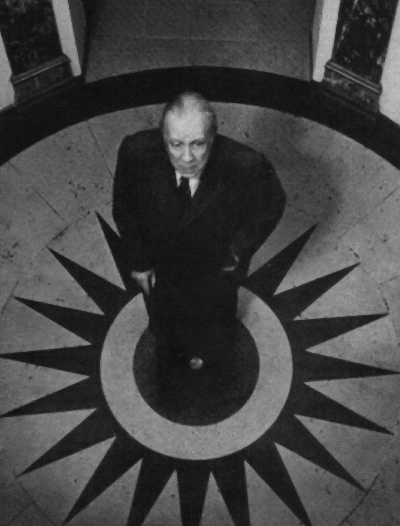
Jorge Luis Borges (1969)

La Bibliothèque de Babel (du nom d'une nouvelle de Jorge Luis Borges, dans le recueil Fictions) est une collection de littérature fantastique créée en 1977. Le directeur de cette collection est Borges : il rassembla une trentaine de livres qu'il appréciait particulièrement. C'est l'éditeur Franco Maria Ricci qui eut l'idée de cette collection. C'est la seule collection littéraire dirigée par Borges.

## Histoire et description de l'édition originale
Les ouvrages furent publiés en français sous le label « Retz-Franco Maria Ricci » à partir de 1977 dans un tirage limité à 4000 exemplaires et imprimé en Italie dans les ateliers de Franco Levi, en caractères Bodoni. Leurs caractéristiques communes sont leur couverture illustrée sur fond gris, leur nombre de pages relativement court (moins de 150) et leur format 12 x 22,5. Tous sont préfacés par Borges.
Les douze premiers titres sont : 
1. Gustav Meyrink, Le Cardinal Napellus
2. G. K. Chesterton, L'Œil d'Apollon
3. Jacques Cazotte, Le Diable amoureux
4. Arthur Machen, La Pyramide de feu
5. Jack London, Les Morts concentriques
6. Léon Bloy, Histoires désobligeantes
7. Giovanni Papini, Le Miroir qui fuit
8. Henry James, Les amis des amis
9. Voltaire, Micromégas
10. Villiers de l'Isle-Adam, Le convive des dernières fêtes
11. Edgar Allan Poe, La lettre volée
12. Pedro de Alarcón, L'Ami de la mort

## Réédition
La collection était, depuis 2006, en cours de réédition en langue française aux éditions du Panama. La publication s'arrêta en 2009 après la faillite de l'éditeur. Le coéditeur FMR s'est également retiré de France à cette même période (sans qu'il y ait de lien de cause à effet).
« Il est plus aisé de réfléchir dans une bibliothèque la nuit. Les bruits y sont étouffés, les pensées plus sonores. Je me sens moins tenu de respecter les ordres visibles pour réimaginer le monde. Le silence, la nuit, dans ma bibliothèque, est particulier, avec ces cônes de lumière qui m’enferment dans certaines zones de réflexion et de divagation.  »
— Alberto Manguel
- L'Ami de la mort de Pedro de Alarcón (FMR)
- Le Cardinal Napellus de Gustav Meyrink (FMR)
- Le Miroir qui fuit de Giovanni Papini (FMR)
- Les Amis des amis de Henry James (FMR ?)
- La Pyramide de feu de Arthur Machen (FMR – Panama, collection « Babel »)
- Le Convive des dernières fêtes, d'Auguste de Villiers de L'Isle-Adam (FMR – Panama, collection « Babel »)
- L'Œil d'Apollon de G. K. Chesterton (FMR – Panama, collection « Babel »)
- Les Morts concentriques de Jack London (FMR – Panama, collection « Babel »)

## Projets
La collection initiale (et la réédition) prévoyait les titres suivants, selon le choix initial de Borges :
- Léon Bloy - Histoires désobligeantes
- Herman Melville - Bartleby
- H. G. Wells - La Porte dans le mur
- Pu Songling - Le Tigre invité
- Jacques Cazotte - Le Diable amoureux
- Franz Kafka - Le Vautour
- Edgar Allan Poe - La Lettre volée
- Rudyard Kipling - La Maison des désirs
- Charles Howard Hinton - Histoires scientifiques
- Nathaniel Hawthorne - Le Grand Visage de Pierre
- Voltaire - Micromégas
- William Beckford - Vathek
- Leopoldo Lugones - La Statue de sel
- Robert Louis Stevenson - L’Île des voix
- Saki - La Réticence de Lady Anne
- Oscar Wilde - Le Crime de Lord Arthur Savile
- Les Mille et Une Nuits (choix), selon Antoine Galland
- Les Mille et Une Nuits (choix), selon Richard Francis Burton
- Contes argentins (choix)
- Lord Dunsany - Le Pays de Yann
- Contes russes (choix)